# ㅊ
Cette page contient des caractères spéciaux ou non latins. S’ils s’affichent mal (▯, ?, etc.), consultez la page d’aide Unicode.
ㅊ est un jamo du hangeul, l'alphabet utilisé pour transcrire le coréen.

## Écriture

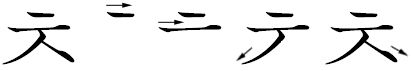
Ordre des traits pour écrire ce jamo.

## Représentation informatique
- Unicode :
  - ㅊ : U+314A[1]
  - ᄎ : U+110E
  - ᆾ : U+11BE